# Clémence Yimbéré Dansou
 (septembre 2022).
Clémence Dansou née Yimbéré (encore orthographié Gnimbéré) est une juriste et femme politique béninoise.

## Biographie
Clémence Yimbéré Dansou est magistrate de profession et juge à la Cour suprême,,.

## Carrière politique
Le 9 janvier 2007, à la suite d'un remaniement ministériel, elle est nommée au poste de ministre de la promotion de la femme, de l’enfant et de la famille. Elle est, de 2009 à 2015, juge conseiller à la Haute Cour de justice du Bénin,,,.